# Esholt
Esholt is een dorp tussen Shipley en Guiseley, in het grootstedelijke district van de stad Bradford, West Yorkshire, Engeland. Het ligt 4,8 km ten oosten van het stadscentrum van Shipley, 2,4 km ten zuidwesten van Guiseley Main Street, 11 km ten noorden van het stadscentrum van Bradford en 16 km ten noorden van ten westen van Leeds, Milleniumplein.
De naam "Esholt" geeft aan dat het dorp voor het eerst is ontstaan in een zwaar bebost gebied van essen.

## Geschiedenis
In de 12e eeuw was het landgoed Esholt eigendom van Syningthwaite Priory, en Esholt Priory, een cisterciënzerklooster gewijd aan St. Mary en St. Leonard, werd gevestigd in Lower Esholt. Toen het nonnenklooster in ongeveer 1547 werd ontbonden, werd het landgoed door Edward VI aan Henry Thompson toegekend. In de 17e eeuw trouwde Frances Thompson, de erfgename van Henry Thompson, met Walter Calverley (1629-1694). In 1709 bouwde hun zoon Walter Calverley Esholt Hall, een herenhuis in Koningin Anne-stijl, op de plaats van het oude nonnenklooster. In 1775 verkochten de Calverleys het landgoed aan Robert Stansfield wiens familie in bezit bleef tot 1906 toen het werd verkocht aan de gemeenteraad van Bradford.
Ten noorden van het dorp was het treinstation van Esholt, geopend in 1876 en gesloten in 1940. In 1892 vond een opmerkelijk treinongeluk plaats in de buurt van Esholt Junction op de Otley en Ilkley Joint Railway.
Van 1912 tot 1915 produceerde Nanson, Barker & Co de Tiny cyclecar in Esholt. In 1919 na de Eerste Wereldoorlog maakte het bedrijf grotere auto's onder het merk Airedale maar ging in 1924 failliet.
Vlak voor de Eerste Wereldoorlog werd land op het landgoed gebruikt voor Airedale Aerodrome.De huidige eigenaar van het landgoed, Yorkshire Water, exploiteert een afvalwaterzuiveringsinstallatie op de locatie van het vliegveld.De boerderij op het landgoed wordt gebruikt als conferentie- en leercentrum voor personeel en veel gebouwen hebben de status van monumentaal pand.

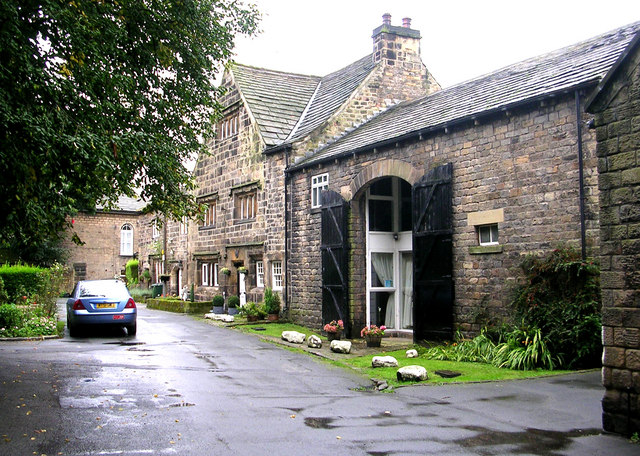
Esholt old hall

## Oriëntatiepunten
Het landhuis, Esholt Old Hall in Upper Esholt, is van middeleeuwse oorsprong, waarschijnlijk 16e eeuw, en had mogelijk ooit een gracht. Het is goed bewaard gebleven en heeft de status van monumentaal pand.
Esholt heeft twee cafés, The Woolpack (monumentaal pand) in Main Street en The Old Barn.

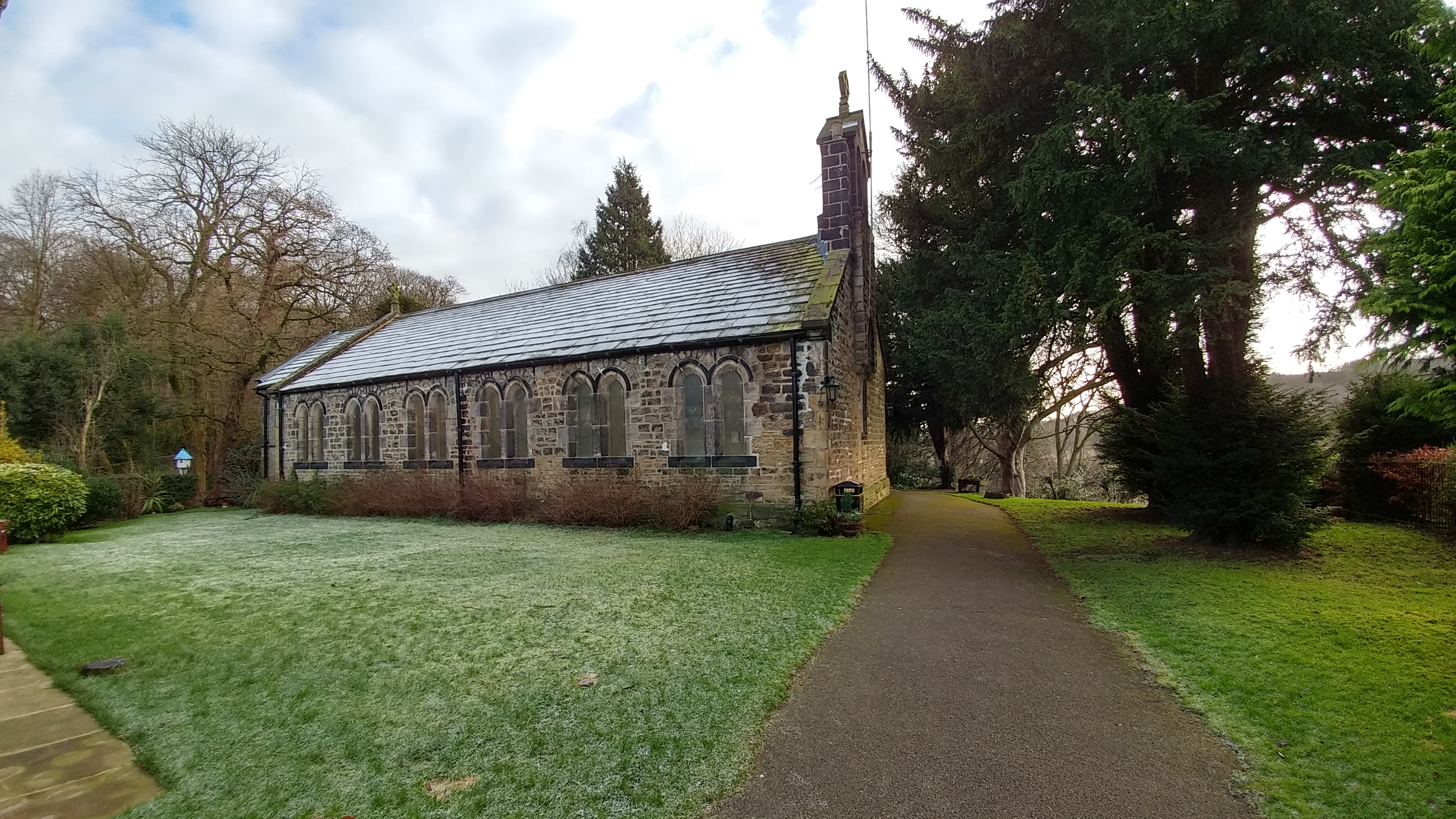
De kerk van Esholt

De kerk van Saint Paul werd gebouwd voor een bedrag van €800 in 1839 door William Rookes Crompton-Stansfield voor gebruik als een particuliere familiekapel. Historisch onderdeel van de parochie van Guiseley, is de kerk van St. Paul een opvolger van de privékapel in het oude herenhuis. Het werd ingewijd in 1853 en het koor werd in 1895 toegevoegd. Sinds 1983 is het in de gecombineerde parochie van Guiseley met Esholt.
Er zijn veel monumentale gebouwen aan Esholt Lane, Cunliffe Lane, Chapel Lane, Church Lane, Main Street, St Leonard's Farm, Upper Esholt, The Avenue, en Esholt Hall.

## Sport
Esholt Cricket Club en een hardloopclub zijn gevestigd in Upper Mill Cottages op Esholt Lane. Op Esholt Lane is ook een driving range en in de buurt van Hollins Hall Hotel een 18-holes golfbaan.

## Transport
Busdienst 649 naar Shipley stopt in Esholt. De dichtstbijzijnde treinstations zijn Shipley, Guiseley en Apperley Bridge op de Wharfedale-lijn.

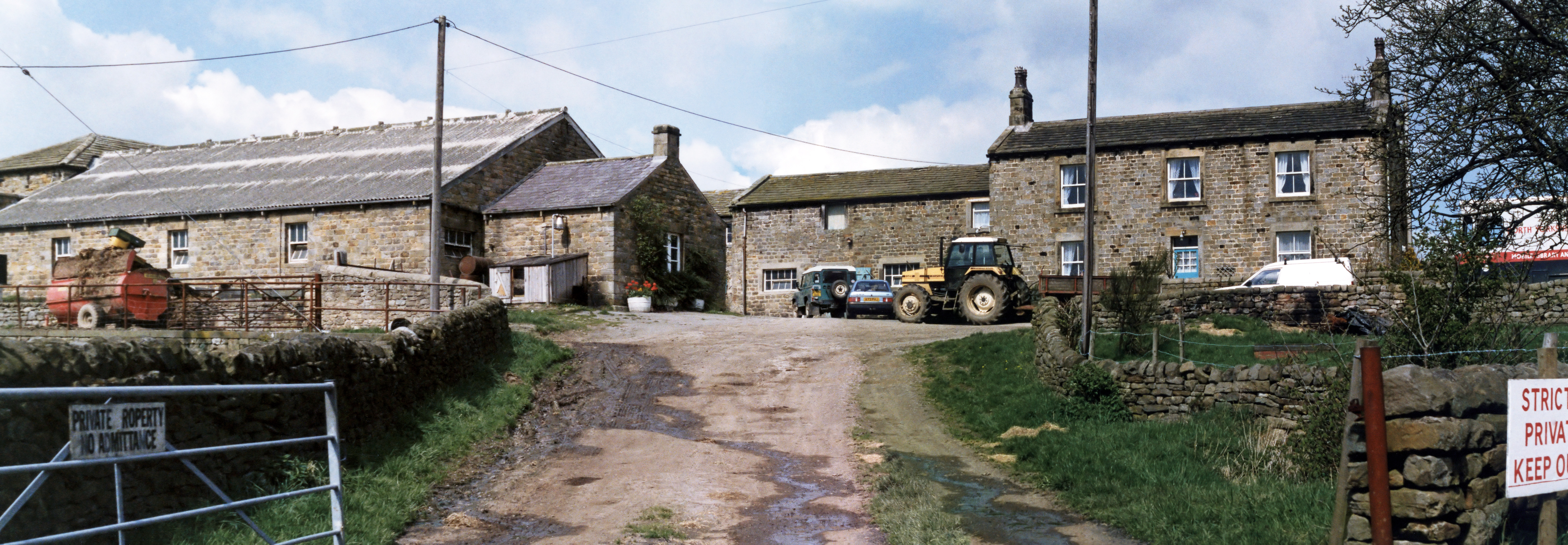
De locatie van de filmset

## Populaire cultuur
Van 1976 tot 1996 werd Esholt gebruikt voor buitenopnames voor de Yorkshire Television dramaserie Emmerdale Farm. De serie verplaatst naar een speciaal gebouwde set op basis van de lay-out van Esholt op het landgoed Harewood in Leeds.
In de tijd dat het dorp als locatie werd gebruikt, werd de naam van de dorpskroeg veranderd van The Commercial Inn in The Woolpack toen de huisbaas genoeg had van het ongemak veroorzaakt door de frequente verandering van pubborden.
Scènes werden opnieuw gefilmd in Esholt, 19 jaar nadat ze voor het laatst werden gefilmd, als onderdeel van de speciale aflevering die volgde op Ashley Thomas' dementie verhaallijn in december 2016 in een poging om een scheef, onbekend beeld van het dorp te tonen zoals waargenomen door Ashley.

## Bekende personen
Sir Walter Calverley (1670–1749) woonde in Esholt Hall, die hij in 1706–17 had gebouwd. Zijn zoon Sir Walter Calverley-Blackett (1707-1777) woonde voor zijn huwelijk in Esholt Hall en tot de verkoop in 1755. Het landgoed werd later eigendom van het parlementslid William Crompton-Stansfield (1790-1871).
De moleneigenaar Sir Henry Mitchell (1824-1898) werd geboren in Esholt en ontving een ridderorde voor zijn steun en dienst aan het onderwijs in Bradford.